# Kentekenplaten van Armenië

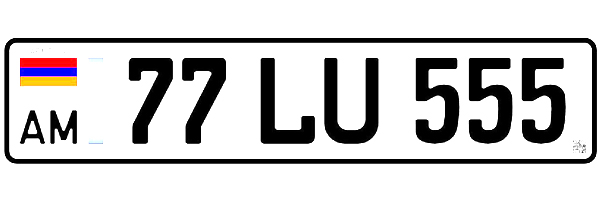
Nieuwe Armeense kentekenplaat

Kentekenplaten van Armenië hebben zwarte letters en cijfers op een witte achtergrond. Ze bevatten twee of drie cijfers, twee letters in het midden en twee (of drie) cijfers. Aan de linkerkant staat de internationale code AM met soms de nationale vlag. 

## Overzicht
Vroeger werden in Armenië kentekenplaten uitgegeven als onderdeel van het systeem van de Sovjet-Unie. De republiek had Cyrillische codes АД en АР. Vanaf 1996, na de onafhankelijkheid van Armenië (door de ineenstorting van de Sovjet-Unie), ontstond het systeem voor de kentekenplaten. Motoren en aanhangwagens kregen echter een vergunning onder het voormalige sovjetformaat met de code АР. In 2010 kregen motorfietsen en aanhangers de Armeense formaat te krijgen.
| \| \| |
|       |

| \| \| |
|       |

Vanaf het begin van de uitgifte van kentekenplaten hadden Armeense platen dezelfde stijl als Rusland. Dezelfde lettertypen en dezelfde verschillende lettergrootte voor letters en cijfers werden gebruikt. Linksonder stond de code AM gedrukt. In 2014 veranderde de stijl naar die in Duitsland. De vlag van het land werd boven AM aan de linkerbovenkant toegevoegd. De lettertypen zijn gewijzigd in FE-Schrift en de letters en cijfers hebben nu dezelfde lettergrootte. Daarnaast is er een zilveren identificatieband toegevoegd aan de rechterkant van de vlag en code.
Momenteel worden de 26 letters A t/m Z gebruikt. De letters die op kentekenplaten worden gebruikt, zijn in de loop van de tijd toegevoegd. Het volgende is de tijdlijn.
- Oorspronkelijk werden op de platen vier letters gebruikt:
  -     - Latijnse letter L, die lijkt op de Armeense letter Լ, vertaald als l
    - Armeense letter Ս, vertaald als s, lijkt op de Latijnse letter U
    - Armeense letter Տ, vertaald als t, lijkt op de Latijnse letter S
    - Armeense letter Օ, vertaald als ô, lijkt op de Latijnse letter O

  - De Armeense letter Ո, vertaald als o, lijkt op de kleine Latijnse letter n, en de Latijnse letter P, die lijkt op de Armeense letter Ք, vertaald als k, werden op speciale platen gebruikt.
- Vanaf december 2008 werden op alle borden de letters Ո en P gebruikt.
- Vanaf november 2010 mochten de Latijnse letters D, N, T en V worden gebruikt, waarvoor een extra vergoeding werd gevraagd, zonder Armeense tegenhanger. Tegelijkertijd raakte de letter Ո in onbruik omdat hij niet sterk genoeg gecorreleerd was met de Latijnse letter n .
- Vanaf mei 2012 mochten de Latijnse letters A, M, Q en R worden gebruikt, waarvoor een extra vergoeding werd gevraagd, zonder Armeense tegenhanger.
- Vanaf juli 2012 worden de letters D, N, T en V, naast de initiaal L, Օ, Տ en Ս, algemeen gebruikt.
- Vanaf oktober 2013 mochten de Latijnse letters C, F en Z worden gebruikt, waarvoor een extra vergoeding werd gevraagd, zonder Armeense tegenhanger.
- Sinds begin 2015 worden de Latijnse letters G en I gebruikt, echter in de vorm van GG of II en alleen op voertuigen van de politie of het parket.
- De letter X is sinds de eerste helft van 2016 volledig geïmplementeerd.
- In 2017 zijn de letters B en H toegevoegd.
- In 2018 is de letter J toegevoegd.
- In 2019 zijn de letters W, Y, K en E toegevoegd.

Het standaardformaat voor Armeense platen was ofwel NN LL NNN of NNN LL NN, waarbij N een cijfer is en L een letter.
Het NN LL NNN-formaat is bedoeld voor particuliere voertuigen, terwijl het andere formaat wordt gebruikt voor voertuigen van de overheid (zoals de politieauto's). Een variatie met twee rijen is voorzien van de eerste groep cijfers en de lettergroep op de bovenste rij, en de resterende cijfers op de tweede. De tweecijferige groep is vermoedelijk de regionale code.
De productie van kentekenplaten in het midden van de jaren 2000 werd onderbroken vanwege een storing in de apparatuur. 

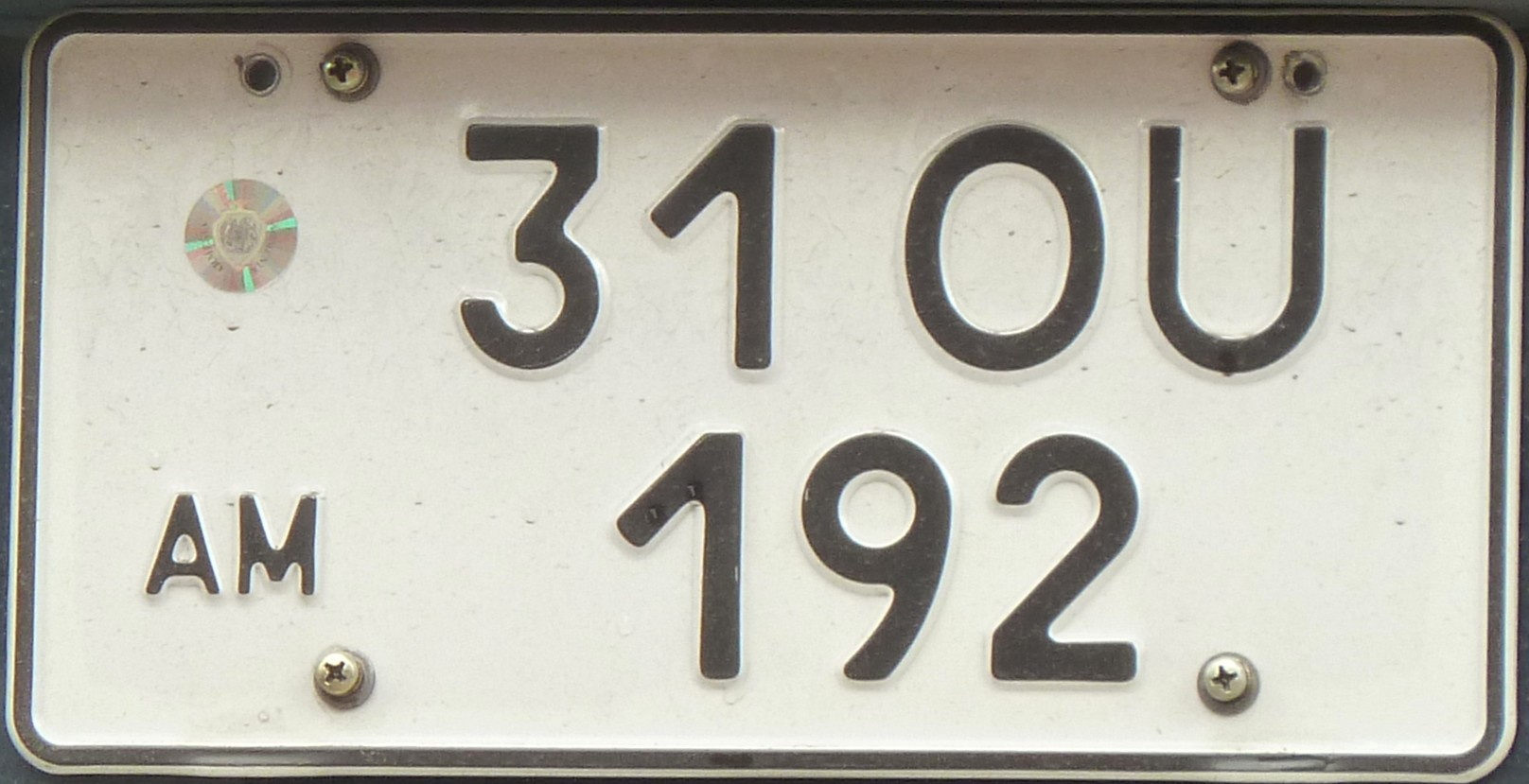
Een tweerijige variant van de kentekenplaat

Openbare voertuigen hebben de indeling ### LL ##, waarbij de eerste drie cijfers in oplopende volgorde worden toegewezen en de twee letters en de laatste twee cijfers vooraf zijn gedefinieerd. De volgende zijn de speciale combinaties die worden gebruikt op openbare voertuigen.
- Grondwettelijk Hof : ### ՕՏ 01
- Presidentiële administratie : ### ՍՍ 01
- Nationale Assemblee : ### ՕՕ 01 t/m ### ՕՕ 11
- Overheid : ### FF 01, ### LL 03, ### ՏՏ 03, ### LL 50, ### LL 55, ### LL 60, ### LL 70, ### ՏՏ 60, ### VV 01
- Veiligheidsraad : ### NN 01
- Openbaar Ministerie : ### GG 01
- Politie : ### ՈՍ 01 t/m ### ՈՍ 14, ### II ##
- Banken : ### ՏL 01 t/m ### ՏL 33
- Het Hof van Cassatie : ### ՏՏ 01
- Nationale veiligheidsdienst : ### ՏՏ 02

## Regionale codes
| Netnummer                                        | Provincie ( Marz )                                             |
| ------------------------------------------------ | -------------------------------------------------------------- |
| 01 t/m 11, 13, 19, 61 t/m 68                     | Jerevan (stad)                                                 |
| 12, 27 t/m 29                                    | Provincie Armavir                                              |
| 14, 45 t/m 49                                    | Provincie Shirak                                               |
| 15, 21 t/m 24                                    | Provincie Aragatsotn                                           |
| 16, 31 t/m 35                                    | Provincie Gegharkunik                                          |
| 17, 42, 43                                       | Provincie Kotayk                                               |
| 18, 56                                           | Provincie Vayots Dzor                                          |
| 25, 26                                           | Provincie Ararat                                               |
| 36 t/m 39, 41                                    | Provincie Lori                                                 |
| 51 t/m 54                                        | Provincie Sjoenik                                              |
| 57 t/m 59                                        | Provincie Tavush                                               |
| 22, 90                                           | Republiek Artsach De jure onderdeel van Republiek Azerbeidzjan |
| 20, 30, 40, 44, 50, 55, 60, 69 t/m 89, 91 t/m 99 | Individuele platen zonder provincie                            |

- Motorfietsplaten zijn in eerste instantie bijna in wezen een dubbele rijplaat met de letter naar beneden verplaatst. Maar kort daarna werd vastgesteld dat dit formaat te omslachtig is om te dragen, wat de compacte plaat binnenbrengt, de ruimte tussen de eerste groep cijfers en de letters verwijdert en de rest in de onderste rij laat.
- Trailerplaten zijn ook vergelijkbaar met dubbele rijplaten, maar het aantal letters is teruggebracht tot 1, en meestal de letter L, met compactere afmetingen.

- Bussen hebben zwart-op-gele platen, vergelijkbaar met de stopgezette openbaarvervoerplaat in Rusland, in het NNNN L-formaat. De letter S wordt gebruikt voor stadsbussen, terwijl langeafstandsbussen L gebruiken.
- Diplomatieke platen zijn wit-op-rood, met het formaat NN L NNN LL. De eerste groep cijfers staat voor de landcode en een letter D erna staat voor een diplomaat, terwijl een T een technicus aangeeft. De laatste twee letters zijn altijd AM, de internationale code van Armenië, terwijl nieuwere platen in plaats daarvan de landcode van ARM krijgen.

- VN-kantoren dragen wit-op-blauwe platen in het formaat van UN NNN AM. Militaire kentekenplaat

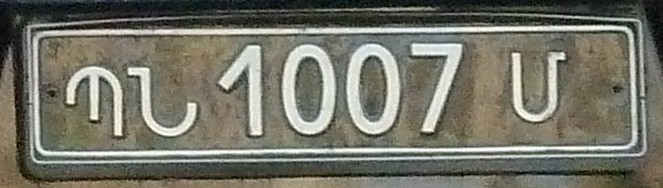
Militaire kentekenplaat

Militaire platen gebruiken helemaal geen Latijnse letters. Ministerie van Defensie platen hebben een zwarte achtergrond en een formaat van NN NNNN L. De ՊՆ staat voor Պաշտպանության Նախարարություն , Pashtpanut'yan Naxararut'yun , het Ministerie van Defensie, terwijl de laatste letter het voertuig categoriseert, waarbij een Մ staat voor een personenauto en een Տ voor transportvoertuigen.
Armeense kentekenplaten met regiocodes 22 en 90 worden gebruikt in Artsakh (bijvoorbeeld "(AM) 90 SO 123"). 
- Armeense pagina op World License Plates
- Informatie en foto's